# Alibi
För andra betydelser, se Alibi (olika betydelser).
Alibi (latin "på (något) annat ställe"), vistelse på annan plats än brottsplatsen vid tidpunkten för ett brott. Detta skall kunna styrkas av vittne eller genom annan bevisning. I vidare bemärkelse, utanför juridiken, har alibi fått betydelsen av ett ursäktande för en viss handling. Påvisar oskuld tills motsatsen är bevisad. 